# Bataille de Portet (3 juillet 1944)
La bataille de Portet (Pyrénées-Atlantiques) a eu lieu le 3 juillet 1944, après le débarquement en Normandie le 6 juin 1944, et a opposé l'armée d'occupation à un maquis français. 

## Situation
« Le 3 juillet 1944, ils avaient vingt ans » : réfractaires au STO, Service du travail obligatoire (France), maquisards, résistants ? Les raisons ont pu être diverses pour rejoindre le maquis, mais maquis il y avait à Portet (64). Nombreux sans doute étaient les jeunes gens natifs de communes proches.
L'armée allemande converge vers Portet le 3 juillet 1944.
Le village de Portet est frontalier, au nord, du Gers et du village de Viella qui en fait partie.

## Déroulement de la bataille
Selon certains témoignages, trois colonnes allemandes ont convergé vers le village de Portet, qui est situé en hauteur sur un coteau dominant les vallées respectives du Larcis et du Petit Lées
En plus des combats, des grenades ont été jetées dans des habitations où se trouvaient les habitants civils. 
Des maisons du village ont été incendiées, ou ont explosé, notamment la maison dite chez Segos.

## Épilogue
La plupart des jeunes gens capturés vivants furent ensuite exécutés au Pont-Long, près de Pau.
Une stèle y commémore l'évènement. Elle devrait porter les noms des victimes.
Des résistants de la bataille, morts au combat, furent enterrés dans le cimetière du village de Portet.
Après la Libération de la France, les pouvoirs publics ont apporté une aide à la reconstruction d'habitations.